# Универсальное пространство
Универсальное пространство (относительно некоторого класса топологических пространств
{\displaystyle {\mathcal {K}}}) — топологическое пространство {\displaystyle X} , такое, что {\displaystyle X} принадлежит классу {\displaystyle {\mathcal {K}}} и каждое пространство
{\displaystyle Y} из класса {\displaystyle {\mathcal {K}}} вкладывается в {\displaystyle X}, то есть {\displaystyle Y}
гомеоморфно подпространству пространства {\displaystyle X}.
С помощью универсальных пространств можно свести изучение класса топологических пространств к изучению подпространств
конкретного пространства. Часто для доказательства универсальности пространства используется теорема о диагональном отображении.

## Примеры
Примеры универсальных пространств (далее {\displaystyle {\mathfrak {m}}} — кардинал, такой, что {\displaystyle {\mathfrak {m}}\geqslant \aleph _{0}}, то есть {\displaystyle {\mathfrak {m}}} бесконечный):
- Александровский куб {\displaystyle F^{\mathfrak {m}}} — {\displaystyle {\mathfrak {m}}}-я степень связного двоеточия {\displaystyle F} (то есть пространства {\displaystyle \{0;1\}} с топологией, состоящей из пустого множества, всего пространства и множества {\displaystyle \{0\}}) — универсален для всех T0-пространств веса {\displaystyle {\mathfrak {m}}\geqslant \aleph _{0}}[3].
- Тихоновский куб {\displaystyle I^{\mathfrak {m}}} — {\displaystyle {\mathfrak {m}}}-я степень единичного отрезка {\displaystyle I=[0;1]} — универсален для всех тихоновских пространств веса {\displaystyle {\mathfrak {m}}\geqslant \aleph _{0}} и для всех компактных хаусдорфовых пространств веса {\displaystyle {\mathfrak {m}}\geqslant \aleph _{0}}[4].
- Гильбертов кирпич {\displaystyle I^{\aleph _{0}}} — счётная степень единичного отрезка — универсален для всех метризуемых компактов и для всех метризуемых сепарабельных пространств[5].
- {\displaystyle J({\mathfrak {m}})^{\aleph _{0}}} — счётная степень ежа колючести {\displaystyle {\mathfrak {m}}} — универсально для всех метризуемых пространств веса {\displaystyle {\mathfrak {m}}\geqslant \aleph _{0}}[6].
- Пространство рациональных чисел {\displaystyle \mathbb {Q} } (с естественной топологией) универсально для всех счётных метризуемых пространств[7].
- Канторов куб {\displaystyle D^{\mathfrak {m}}} — {\displaystyle {\mathfrak {m}}}-я степень двухточечного дискретного пространства — универсален для всех нульмерных пространств веса {\displaystyle {\mathfrak {m}}\geqslant \aleph _{0}}[8].
- Пространство Бэра {\displaystyle B({\mathfrak {m}})=D({\mathfrak {m}})^{\aleph _{0}}} — счётная степень дискретного пространства мощности {\displaystyle {\mathfrak {m}}} — универсально для всех нульмерных в смысле Ind метризуемых пространств веса {\displaystyle {\mathfrak {m}}\geqslant \aleph _{0}}[9].
- Подпространство евклидова пространства {\displaystyle \mathbb {R} ^{2n+1}}, образованное всеми точками, не более чем {\displaystyle n} координат которых рациональны, универсально для всех метризуемых сепарабельных пространств размерности не больше {\displaystyle n}[10].
- Существует компакт, универсальный для всех тихоновских пространств {\displaystyle X} веса {\displaystyle {\mathfrak {m}}\geqslant \aleph _{0}}, таких, что {\displaystyle \dim X\leqslant n} (то есть размерность Лебега {\displaystyle X} не больше {\displaystyle n})[11].